# 京都大学吉田寮
座標: 北緯35度01分21秒 東経135度46分48秒 / 北緯35.0224度 東経135.7800度
京都大学 吉田寮（きょうとだいがく よしだりょう）は、京都大学吉田キャンパス吉田南構内にある現存する日本最古の学生寄宿舎。正式名称は「京都大学学生寄宿舎吉田寮」。以前は「学生寄宿舎」「京大寄宿舎」「吉田近衛寮」などと呼ばれていた。
築112年の吉田寮現棟は第三高等中学校・京都帝国大学の遺構にして、日本最古の現役学生寮、築136年の吉田寮食堂は第三高等中学校の遺構にして、京大最古の大学建築物、築10年の新棟（西寮）は現棟の外観を継承した木造・RCの混構造からなる新しい寮舎である。いずれも吉田寮自治会によって運営される自治寮である。現棟と食堂のみ、大学に明け渡し訴訟を起こされている。
京都大学は、吉田寮現棟が築後100年を超え耐震性を著しく欠くため大地震が発生した場合に倒壊あるいは大破のおそれがあり、居住する学生の安全が確保できないことから、2017年に「吉田寮生の安全確保のための基本方針」を策定した。
「寮生追い出し」問題の経緯については#老朽化問題への試行錯誤を参照。

## 建物
吉田寮は主に現棟、食堂、西寮（新棟）の3つの建物からなる。

### 現棟
現棟は木造2階建ての3棟の寮舎（南寮・中寮・北寮）が並列し、平屋の管理棟（本館）につながる構造である。収容定員147名。居室は1人部屋または2人部屋。1913年（大正2年）に、山本治兵衛と永瀬狂三の設計により、京都帝国大学寄宿舎として建設された。その際には、現在の吉田キャンパス本部構内にあった、旧・京都帝国大学寄宿舎の部材が転用された。
旧・京都帝国大学寄宿舎は木造3階建ての構造であった。外からは大きな屋根のある木造2階建てに見えたが、実際は広い屋根裏部屋があった。収容定員約60名。1889年（明治22年）に、山口半六と久留正道の設計により、第三高等中学校寄宿舎として建設された。この建物は1894年（明治27年）からは第三高等学校寄宿舎として、1897年（明治30年）からは旧・京都帝国大学寄宿舎として使用された。1912年に一度解体され、吉田寮現棟に再構成された。現棟の階段室などには旧寄宿舎の面影がある。
建築の専門家は現棟を明治・大正時代の歴史的建築資産と評価し、補修を度々訴えている。2009年、京都府教育庁指導部文化財保護課は現棟を「京都府の近代和風建築」にリストアップした。2015年5月、日本建築学会近畿支部は京大の山極壽一総長宛に「京都大学吉田寮の保存活用に関する要望書」を提出した。また同年11月には建築史学会が山極総長宛に「京都大学学生寄宿舎吉田寮の保存活用に関する要望書」を送付した。吉田寮自治会も以前より現棟の補修を求めてきたが、京都大学は応じず、2017年12月、耐震性の不足を理由に現棟と新棟に居住する全寮生に2018年9月末日までに退寮するよう命令した。吉田寮自治会は確約（京大が吉田寮自治会に対して約束した事柄）に違反しているとして退寮に応じず、2018年10月以降も100人以上の寮生が居住を続けている。

#### 建築学的特徴
管理棟や食堂には、引違いのガラス窓、軒天井やスティックワーク、内部縦板張りの腰壁や換気口を開いた棹縁天井、大空間を支えるトラス構造など当時の木造洋風建築の技法が見られる。一方、3棟の寮舎は、居室内部は釣り床を備えた和風意匠とするものの、北面に廊下を走らせ、縦に部屋を割り付け、そして両端に階段を置いた平面構成、内部階段や窓廻りの細部意匠は、同時期の小学校等に見られる平面構成、意匠を踏襲しており、木造学校建築で培われた技法を応用して設計されたことを物語る。

### 食堂
食堂は木造平屋建ての構造である。1889年（明治22年）7月に山口半六と久留正道の設計により、山本治兵衛の現場管理の下、第三高等中学校寄宿舎の食堂として建設された。1894年（明治27年）からは第三高等学校寄宿舎の食堂として、1897年（明治30年）からは旧・京都帝国大学寄宿舎の食堂として使用され、1913年（大正2年）には吉田寮現棟の竣工に合わせて山本治兵衛により現在の場所に移築された。七灯社建築研究所の山根芳洋は、食堂が第三高等中学校の数少ない遺構であり、京都大学最古の大学建築物であることを発見した。
1986年以来、営業停止している。1996年10月、防火壁を隔てて隣接していた「賄所」が火災で全焼した。今では吉田寮自治会の寮生大会や、寮内外のサークルのライブや演劇の会場、作業場などに供されており、吉田寮自治会および食堂使用者会議、厨房使用者会議が管理と運営を行っている。食堂使用者会議・厨房使用者会議に参加し、誠実に話し合うことを条件に、誰でも（寮籍や学籍が無くても）食堂を利用できる。京大の文化的、芸術的活動の拠点の一つである。現棟と同様、老朽化や耐震性の不足が懸念されていたが、先述の山根の発見のおかげもあって、2015年に補修が実現した。

### 西寮
西寮は木造3階建ての2棟と鉄筋コンクリート造3階建て（地下1階）1棟からなる混構造である。収容定員94名。2015年4月に現棟と食堂の西側の空き地に建設された。吉田寮自治会によれば西寮は現棟の代替施設ではなく、（薬学部付近にあり、1989年に老朽化を理由に撤去された）旧吉田西寮の代替施設である。現在、京大は現棟のみならず新棟に居住する寮生の退寮も要求している。

### 旧吉田西寮
吉田下阿達町の薬学部構内に存在していた。木造2階建てのⅠ～Ⅲ棟が並列し、Ⅳ棟と大広間棟に近接する構造。1部屋15畳、6人2部屋で60名収容。
京都織物の女工用宿舎として竣工し、1959年に「京都大学学生寄宿舎吉田寮西寮」として吉田寮に編入され、1, 2回生の住居として使われた。1965年にⅢ棟が、1988年にⅣ棟が、1989年にⅠ・Ⅱ棟が撤去され無くなった。

## 運営
1897年からあった京都帝国大学寄宿舎（現在の本部構内北西寄りにあったもの）の運営方針を受け継ぎ、吉田寮は原則的に学生によって自治されている。
かつては南寮・中寮・北寮それぞれから選ばれた総務からなる総務部、代議員からなる総代会、全寮生による総会などの機関を設けて運営された。熊野寮が開寮した1965年、総務部制が終わり、投票で選ばれた執行委員長を中心とする執行委員会制に移行した。意志決定機関は総会と寮生大会の二種類ある。総会は月に2 - 3回開かれ、定足数はなく、全会一致制である。寮生大会は年に2回開かれ、定足数があり、多数決制である。
日常的な仕事は厚生部、文化部、庶務部の3つの専門部が担当する。寮生はいずれかの専門部の局・係に必ず属さなければならない。
厚生部の機能は生活水準の維持である。清掃局（大掃除の指揮）、石鹸局（石鹸などの補充、伝染病対策）、衛生局（シャワー室と洗濯機の管理）、補修局（寮内設備の破損箇所の把握と補修）、リサイクル局（リサイクルに関する業務全般）、消防局（防火対策や避難訓練、AED講習）、薬品係（共用薬箱の管理と補充）、備品物品管理局（大学から支給される備品・物品の管理）からなる。
文化部の機能は文化的活動の支援である。意匠局（文化的活動に必要な物品、例えばペンキや工具の管理）、催事局（寮内イベントの支援）、新聞局（吉田寮新聞の発行）、食堂局（寮自治会と食堂使用者との連絡）、電算局（電気機器の管理）、情報局（学内情報収集）、言語支援局（寮内多言語化の推進）からなる。
庶務部の機能は名簿や現金、郵便物等の管理である。印刷機係（輪転機の使用料金の徴収）、自動車係（駐車場の車の管理）、郵便・荷物局（郵便物の仕分け）、宿泊係（寮外者の宿泊台帳の管理）、集金係（寮費の徴収）、寄宿料・負担区分係（寮費の提出）、名簿係（寮生名簿の提出）、大会計（寮自治会の会計）からなる。
他の寮内組織には執行委員会（外交等）、評議会（総会の開催等）、監察委員会（会計監査、退寮処分）、選挙管理委員会、入寮選考委員会などがある。執行委員会、評議会、監察委員会は相互に抑制し合う権力分立の関係にある。
門限や消灯時刻、起床時刻など明文化された生活規則は少ない。その代わり、吉田寮自治会は寮生に対して、寮生活で問題が起きたときは当事者同士で対等に話し合い解決するよう求めており、これが基本的な生活規則となる。寮生を対等にするための取り組みとして「後輩は先輩に敬語を使用しないでよい」というタメ口文化が存在する。

## 歴史

### 旧寄宿舎時代

#### 第三高等中学校寄宿舎の竣工
1886年、文部省は大阪にあった第三高等中学校を京都府下愛宕郡吉田村に移転することを決定した。翌1887年、文部省の技師の山口半六と久留正道が同地域で測量調査を行い、第三高等中学校の工事が始まった。1889年7月、山口半六と久留正道の設計と山本治兵衛の現場管理の下、第三高等中学校寄宿舎と付設の食堂、便所、厨房、浴室等が次々と竣工した。なお、付設の食堂とは吉田寮食堂のことである。第三高等中学校寄宿舎は現在の吉田キャンパス本部構内、附属図書館の北東付近にあり、百万遍智恩寺と土手を隔てて隣接していた。傾斜のある瓦ぶき屋根のある木造建築で、外からは2階建てに見えたが、実際は広い屋根裏部屋があり3階建てだった。中廊下を挟んで、1階に自修室（自習室）が15室、2階に寝室が16室あり、4 - 5人の相部屋だった。
1894年（明治27年）6月23日、第一次高等学校令に基づき第三高等中学校は第三高等学校（旧制三高）に改組された。第三高等中学校は廃止され、旧制三高は（高等中学校に匹敵する）大学予科を持たなかったため、学生の大半は京都を去った。これに伴って、第三高等中学校寄宿舎の建物は旧制三高寄宿舎に引き継がれた。

#### 旧寄宿舎の開舎
1897年6月18日、京都帝国大学設置に関する勅令が制定された。京都帝国大学は旧制三高を一条通の南側（現在の京都大学吉田キャンパス吉田南構内）に移転させ、旧制三高の校舎や施設をしばらく利用した。1897年9月11日、旧々・京都帝国大学寄宿舎が、京大本部事務室の一角を借りて開舎した。当時の舎生は24名、大学の総学生数は53名だった。1898年8月、京大は旧制三高寄宿舎の建物を譲り受けて、旧・京都帝国大学寄宿舎を開舎した。旧々寄宿舎の舎生は旧寄宿舎に、旧制三高寄宿舎の舎生は二本松地区の自由寮に、それぞれ引っ越しした。
日露戦争の終結した1905年の秋、この状況に危機感を持った北田正平、外山岑作、平野正朝、勝山勝司ら「寄宿舎改革グループ」は、旧寄宿舎に秩序をもたらすために立ち上がり、舎生の自由を束縛しない範囲内で規約を作ること、舎内の事務を整理する役職を設置すること、秩序を乱した者を罰することの三点を舎生全員に対して建議した。この改革案を議論するために、臨時で舎生の総会が開かれた。旧寄宿舎が出来てからというもの、これほど多くの舎生が真面目に物事を議論するために集まったのは初めてのことだった。しかし大多数の舎生は、これに反対であった。数人の舎生は「大學の寄宿舎は斯かる幼稚なる規則を設く可き處に非ず」「今一時の弊に鑑みて規則を設けんとするが如きは寄宿舎根本の理想を没却するものなり」と理想的見地から反対するとともに、「之れ（舎の腐敗）は舎生が悪いからであって舎生の淘汰を行ひて善良なる舎生のみとすれば現状の儘で少しも差支なし」と主張した。なお、大半の舎生は個人主義（個人の自由）は集団主義（集団の秩序）に優越するので規約も役職も必要ないという旨の主張をした。結局、総会は提起者を除くほぼ満場一致でこの改革案を葬りさった。

#### 自彊会結成
しかし北田らは諦めず、今度は旧寄宿舎を含む、京大全体の気風革新を目指す学生運動を始めた。彼らは最初に運動の母体となる新しい学生団体「自彊会（じきょうかい）」を結成した。自彊とは易経の中の言葉で「みずから励まして努力する」の意である。自彊会の目的は、一つは会員同士が助け合い、切磋琢磨して終生の「正義の人」となること、もう一つはもちろん学内外の気風を革新することだった。自彊会は12月4日の発起人熟談会には36名、10日の発会式には42名を集め、順調な滑り出しを見せた。発会式には木下総長や石川学生監、荒木寅三郎、新渡戸稲造、仁保亀松などの教職員も訪れた。

#### 一時閉鎖事件
木下総長は以前から旧寄宿舎の腐敗を憂慮し、色々と矯正の道を講じていたらしいが、直接的な介入は避けていた。しかし木下は、この総会で舎生が自治を実質的に拒否する姿勢を明らかにしたのを目の当たりにし、旧寄宿舎に自浄能力なしと判断したとみられる。同年12月15日、木下は旧寄宿舎の一時閉鎖を宣言し、12月29日までに退去するよう全舎生に命令した。一部の舎生はこれに反発し、閉鎖の不合理を訴えたり、木下と学生監を攻撃する演説をしたりした。そしてついには木下と石川一学生監（現在の学生担当副学長に当たる）の辞職勧告書を作成し、舎生数十名が連名し、木下らに手渡しに行った。舎生たちはこの期に及んでも組織だっておらず、まるで烏合の衆であり、強固な団結も覚悟もなく、一部の強硬な反対派に付和雷同していただけだった。

#### 旧寄宿舎の再開と、自治の始まり
1906年1月、木下総長は旧寄宿舎を再開し、新たな舎生を募集すると告示した。寄宿舎が「学生ノ研学修養上重要ナル一機関」であるためには、「規律アリ制裁アル一ノ切磋団体」を作らねばならず、その基礎を固めるためにも、今度は入舎希望者の中から学生監に相応しい者を選抜させるとした。学生監は実際に入舎選考を行い、2月8日までに58名の新入舎生を入舎させた。なお、半数の29名は北田ら自彊会の会員が占めていた。大学当局は自彊会に旧寄宿舎の運営を委託したという見方ができる。
新入舎生たちは木下の期待に応えようと意気込んでおり、2月10日の入舎式では一致団結して学風刷新を実行する旨を宣言した。舎生たちはまず、自治組織の整備に着手した。意思決定機関は「舎生総会」と「総代会」に定められた。舎生総会は定足数があり、多数決制だった。総代会は各部屋を代表する十数名の「総代」からなっていた。総代会は「専務総代」三名を互選して、日常の事務の執行に当たらせた。総代会は「共同生活を害するもの」に「相当の制裁」を加える権限も持っていた。専門部の園芸部も設けられた。舎生の募集は年中行い、入舎希望者の入舎の可否は、総代会の諮詢（しじゅん）を経て、学生監が決定することになった。
再開直後の旧寄宿舎では集団主義（集団の秩序）を自治を発展させる美徳、個人主義（個人の自由）を自治を腐らせる悪徳とみなす価値観が広く共有されていた。この価値観は自彊会創設メンバーのものに他ならない。しかし再開から数年が経過し、舎生の顔ぶれが入れ替わると、個人主義を忌避することに疑問を呈する者も現れるようになった。1910年2月、舎生大山壽は「寄宿舎誌」第一号に「切磋団体問答」という文章を発表した。大山は「個人主義は個人中心主義であると同時に個人開発主義である」と定義し、「個人の開発あつて初めて団体の発展があり、個人を重し之を中心とする時に初めて団体に活気を生すると思ふ。個人主義は寧ろ奨励すべきもの、否な奨励する必要があると思ふ。吾が舎にして今個人主義の意義を明らかにしその上に基礎を立てなければ永久の発展は望み難いと思ふ」と個人の自由の尊重を訴えた。1911年2月には舎生佐藤穏徳が「舎誌」で寄宿舎の理念をばっさりとこき下ろした。「当時の舎生が望んだ切磋、而して今の舎生が継承した切磋といふのは、誰もかれも一つ型にいれるといふのである。はまらない所は実際に切り去らうといふのである。余つた所はホントにけづり落すといふのである。如何なる舎生も剛健になれ、己に克て、そして国士になれといふのである。僕はドー考えても此切磋観には満足できない」佐藤は以後も茶話会で寄宿舎の理念を批判し続けた。

#### 自彊会の衰退、以文会の発展
自彊会は最初の数年間、旧寄宿舎の「自治」を主導していた。しかし時間が経つにつれて現役舎生の自彊会会員は減少し、その影響力も必然的に弱まっていった。自彊会自体もやがて活動を停止した。
ただ、自彊会は舎外でも活発に活動しており、そこではかなり多くのことを達成した。たとえば、（それまではほとんどなかった）全学規模の講演会や遠足、茶話会、運動大会などの行事を積極的に開催し、学内の文化的活動の振興に一役かった。医科大学の親睦組織「芝蘭会」（現存）や、理工科大学の親睦組織「同帰会」の設立にも関与した。また、舎生で自彊会会員の土谷厳は1909年の「以文会」の設立を主導した。以文会は、分科大学横断的な知識の交換を目的とした京大初の全学的・文化的学生組織だった。以文会は数年後に「体育会」と合併して「学友会」になり、1940年代には「同学会」に改組された。同学会は戦後、全学学生自治会として機能し、1951年に綜合原爆展を主催した。京大天皇事件や荒神橋事件にも関わった。なお、この同学会は、現在活動している「同学会中執」とは関係のない組織である。

#### 寄宿舎移転問題
1911年6月29日、山本良吉学生監は突如、旧寄宿舎を1912年7月に閉舎すると発表した。旧寄宿舎は閉鎖後に解体、その部材は近衛地区に開舎予定の「新寄宿舎」に転用するという。
舎生は完全に不意を突かれた。京大当局は以前から旧寄宿舎を解体・再構成して新寄宿舎を建築する計画を進めていたのだが、学生監は舎生に「新旧両舎並立し互に切磋する可なり」と矛盾する説明をしていたからだった。また移転の発表はほとんどの舎生が帰省している夏季休暇になされたため、舎生は寄宿舎移転が既成事実化した9月に旧寄宿舎に戻ってきてようやく事態に気が付いた。
寄宿舎の移転は三代目京大総長菊池大麓の意向だったといわれる。菊池は青少年の健全な育成に切磋琢磨が必要であることには同意していたが、少なくとも新寄宿舎は「切磋団体」である以前に、学生とくに優秀な学生の福利厚生施設にしたいと考えていた。寄宿舎が入舎選考権を持つことにも否定的だった。
12月15日、菊池総長は舎生と談話会を開き、概ね学生監と同じ説明をした。新旧寄宿舎の並立は財政上不可能である、新寄宿舎は特待生と旧寄宿舎舎生を優先的に入舎させる、ただし新寄宿舎は京大当局が直接監督し、（舎生が実質的な決定権を持つ）入舎選考も改める可能性がある、等々。しかし大方の舎生は、新寄宿舎が勉強ができる者なら無条件で入舎させることや、舎生を入舎選考から締め出す可能性が高いことに激しい嫌悪感を持った。舎生千秋二郎は従来の入舎選考を「此制度は実に完全なる自治制の根源なり」とし、「新舎の制度には絶対に容れられず」と書いた。だが移転の阻止も不可能と判断されたため、舎生は舎生総会を開いて「寄宿舎舎生団体」を（京大当局に解散される前に）舎生自ら解散することを決議した。また、新寄宿舎には「高等下宿屋」以外の価値を見いだせないとして、旧寄宿舎と新寄宿舎の絶縁も決議した。舎生は精一杯怒りを堪えていたが、OBの中には「無能無智なる当局者」「クーデター」と直接的に京大当局を非難する者もいた。舎生とOBは1912年2月10日に寄宿舎舎生団体の解散式を行った。式中、出席者らは悔し涙を流していたという。

### 戦前の吉田寮

#### 新寄宿舎（吉田寮）の開舎
1913年秋、新寄宿舎が竣工した。この寄宿舎は約500坪の敷地に木造2階建ての3棟（南寮・中寮・北寮）が並列し、平屋の管理棟（本館）につながる構造だった。各寮には「特別自習室」を兼ねた「病室」1部屋と、甲乙二種類の「舎生室」が約40部屋あった。甲室は8畳または10畳の二人相部屋、乙室は6畳の一人部屋だった。（甲室の数は少なかった）部屋は全てが南向きで、風通しも良かった。管理棟には学生監室、事務室、会議室、医局、閲覧室、談話室、湯呑所、見張所、電話室があった。談話室には碁盤、集会所にはピアノ、オルガン、ピンポン等の娯楽用品が置かれていた。また、舎内には2つも売店があり、片方は飲食物（牛乳、「コヒー」、茶菓子、麺類、しるこ）を、もう片方は文房具を販売していた。付属建築物には食堂、賄所、洗面所、浴場、小使控所等があった。防火設備も完備されていた。専属の守衛と事務員もいた。
開舎式から何か月も経たないうちに、新寄宿舎は旧寄宿舎のそれに似た自治組織を擁するに至った。意思決定機関として「総会」と総代会が設置された。総会には定足数があり、多数決制であった。総代会は各寮の各部（1部 - 4部）を代表する12名の総代からなった。また、各寮は2名ずつ「総務委員」を選出して「総務部」を組織、日常の事務の執行に当たらせた。専門部の園芸部、衛生部も作られた。1917年時点で、総務部、会計部、衛生部、談話部、遠足部、庭球部、雑誌部、園芸部、購買部が専門部として存在していた。

#### 沢柳事件
京都帝国大学では学問の自由、大学の自治の観点から、慣行的に、教授の任免を教授会が行ってきた（教授会自治）。しかし1913年、文部省が任命した澤柳政太郎総長は、教授会の同意なく文科大学と理工科大学の7名の教授を免官した。法科大学（後の法学部）は仁保亀松学長を中心に結束し、「教授の人事権は教授会にあり」と澤柳総長に反旗を翻した。澤柳総長と法科の対立は徐々に激化し、翌1914年1月15日、法科の全ての教授と助教授が抗議の連帯辞職を宣言する事態に発展した。
築半年足らずの新寄宿舎もこの騒動に巻き込まれた。この時点で新寄宿舎には117名の舎生がいたが、約半数の60名弱は法科に所属していたからである。教官を失いそうになった法科学生は直ちに行動を開始した。同15日、法科学生は臨時の学生大会を開催し、最初に32名の委員を選出した。6名は旧寄宿舎か新寄宿舎の舎生であった。続いて「吾人京都法科大学々生は誓て教官の留任を期す」こと、委員11名を東京に派遣することを決議した。上京委員は東京行の汽車に飛び乗り、翌16日午後には東京新橋に降り立った。一方、京都残留委員は新寄宿舎の会議室に「本部」を置き、以後はここを拠点に運動をした。舎生の半数が事件の当事者だったこと、（当時にしては珍しく）電話が通じていたことが理由と考えられる。17日、上京委員は早速、澤柳総長と奥田義人文部大臣を訪ねて、意見交換や陳情を行った。京都残留委員は第一回学生大会の決議文を「吾人京都法科大学々生は大学の自治学問の独立の為に、誓て教官の留任を期す」に修正する案を次回の学生大会に附すと決め、委員2名を東京に追加派遣した。18日、上京委員は「本事件の解決は必ずや名士の仲介によるべき」と予想し、学会の名士といわれる人々を訪ね、仲介を要請する戦術を採った。しかし彼らは多忙ゆえ、中々面会が叶わないのは悩みどころであった。19日、上京委員はこの日、元文相で前総長の菊池大麓と、元文相の濱尾新を訪ね、菊池には面会を拒否されたものの、濱尾との面会はかない、充分に思うところを述べることができた。一方、京都では二回目の学生大会が開催され、決議文の修正は「自明の理にしてその必要なし」と否決された。世間では新聞が法科を糾弾し、有識者が京大法科の廃止や東大法科との合併を主張するなどしており、法科学生はひどく気分を悪くした。20日、三回目の学生大会が開催され、以下の決議文が採択された。「吾人京都法科大学々生は、教官の主張にして容れられざらんか、誓て教官各位と進退を共にせんことを期す」情勢を変えるための博打であった。21日、上京委員は法学者の岡松参太郎を訪ねた。本来、法学者の富井政章を訪ねる予定だったが、多忙につき面会は叶わなかった。一方、法科学生は決議文を含む「宣言書」を公開し、不退転の決意を固めた。また奥田文相と再度の会見をするため、3名の委員が宣言書を携えて上京することとなった。22日、上京委員は3名と合流して大臣邸に向かった。彼らは奥田文相と約30分間面会し、宣言書を手渡して学生の決心が固いことを伝えることに成功した。委員らは相当な手応えを感じたようである。同日には富井政章と、同じく法学者の穂積重遠が仲介に乗り出してくれるという嬉しいニュースも入ってきた。委員らは予想の的中を喜び、以後の運動を停止し、状況を静観することとした。そして23日、奥田文相は「教授ノ任免ニ付テハ総長カ職権ノ運用上教授会ト協定スルハ差支ナク且ツ妥当ナリ」と（法科が主張する）教授会自治を認め、連帯辞職・退学は未然に回避された。28日、最後の学生大会が開かれ、経緯と会計の報告が行われた。辞職を撤回した教官たちの姿もあった。事件の円満解決に一同嬉々としており、仁保学長の挨拶の後、全員で法科大学万歳を三唱した。奥田文相に梯子を外された澤柳総長は同年4月に辞任、京大を去った。この事件を機に、京大を含む、国内の大学の自治と学問の自由は大きく前進したとされる。京大では総長の学内選出も行われるようになった。
ところで当時、新寄宿舎の舎生は月に一度、手書きの舎内雑誌を作成していたが、1914年1月には「大爆発号」を臨時増刊している。この号には桜島の大正噴火と沢柳事件についての記事や落書きなどが多数収録されている。

#### スペインかぜ集団感染
1918年から1920年にかけて強毒性インフルエンザのスペインかぜが大流行し（パンデミック）、この影響を受けて京大寄宿舎（吉田寮）は来客の寮内宿泊の禁止や寮内消毒、衛生学者戸田正三を招いて公衆衛生の勉強会を行うなどして寮内での流行を食い止めようとしたが、1918年11月に寮内で患者が発生し、間もなく寮生の半数の62名が発症する集団感染に発展した。衛生部は臨時委員を増員して事態に対処した。高い死亡率にもかかわらず、寮生に死者はなかったようである。旧制三高初代校長・折田彦市はこの病気で命を落とした。

#### 京都学連事件
1910年代前半より、各大学・高校・専門学校などでは社会科学研究会（社研）が組織され、1924年9月には49校の社研が参加する学生社会科学連合会（学連）が発足した。学連は瞬く間に会員1600名を擁する大組織に成長し、マルクス主義の普及・研究を標榜するとともに労働争議や労働者教育運動（京都労働学校など）への支援を積極的に行った。これに対して、マルクス主義者や共産主義者を敵視する警察は、学連の弾圧と粛清を目論んだ。
1925年11月5日、同志社大学構内の掲示板に、発売頒布禁止処分を受けた団体の反戦ビラが貼られているのを警察官が見つけた。これを好機とみた京都府警察部特高課は同年12月1日、京大と同志社の社研の中核メンバー36名を出版法違反の疑いで検束し、自宅や下宿の家宅捜索を行った。京大社研の熊谷孝雄（経済学部二年）と逸見重雄（経済学部三年）が舎生だったため、京大寄宿舎にも捜査が入った。しかし京大寄宿舎での家宅捜索は大学当局への通告なしに、本人不在、立会人不在で実施された違法捜査だった。また、京大社研のメンバーの一人が拷問で全治3ヶ月の怪我を負ったことも判明し、学内では警察を非難する声が高まった。京大当局は京都府知事と検事正に抗議し、12月7日までに検束された学生全員が釈放された。
容疑を裏付ける証拠も見つからないまま捜査は停滞し、事件はこのまま終息するかに見えた。だが司法省を中心に捜査が立て直され、翌1926年1月15日以降、各府県警察部特高課が報道を差し止めた上で、全国的に社研会員の検挙を行った。4月16日までに逸見と熊谷を含む38名が検挙され、治安維持法第二条（協議罪）および出版法違反・不敬罪で起訴された。1927年5月の第1審判決では出版法違反および不敬罪については免訴となったが、治安維持法違反で4名の禁錮1年を筆頭に37名が有罪となった。
逸見は第一審で禁錮8カ月執行猶予2年を言い渡され、控訴審で無罪となった。熊谷は第一審で禁錮8ヶ月を言い渡されて控訴したが、審理中に三・一五事件で再び検挙され、両事件併せて懲役6年の刑が確定した。熊谷は出所後、河上肇が転向したという記事を読み、悲嘆して自殺した。
京都学連事件は日本内地で治安維持法による検挙が行われた最初の事例になった。この事件以降、政府は学生の社会科学研究を禁止するなど教育や研究の統制を強め、学問の自由や大学の自治は徐々に衰退していった。
寄宿舎自治も同様に抑圧された。1933年、滝川事件が起こった。1934年1月、「学生が学校行政に干渉することになると某方面より文句が出た」として厚生課が寄宿舎規定に干渉した。12月、舎生が左翼運動に関して川端署に査問された。1937年11月、舎誌発行に際して警察の干渉を受けた。1940年、「赤化分子潜入防止」に関して学生部長に警告され、寄宿舎は舎内における思想または政治に関する会合を一切禁止した。

#### 中寮焼失
1941年3月8日午後6時50分頃。中寮2階27号室の住人が電気ストーブをつけっぱなしにして外出したところ、火災が発生した。火災に気づいた舎生は中寮2階に集合し、総務（北寮・中寮・南寮の代表者）指揮の下、寮内設備の消火栓で消火を試みた。しかし水圧が不足していたのか放水の威力ははなはだ弱かった。消火に手間取っているうちに炎は天井から屋根裏部屋に燃え移り、西に延焼していった。火災は午後7時50分頃に下火となり、午後9時50分頃までに完全に鎮火した。中寮40室のうち5室が全焼し、17室が半焼、14室が水浸し、残る4室も破壊された。備品や私物も数多く失われた。中寮全体が居住不能になり、中寮寮生は南寮と北寮に移住した。死者はなく、寮生2名と健康相談所の用務員が消火作業中に軽傷を負った。中寮は翌1942年に再建された。その際には部屋の間取りが変更され、中寮は以前よりやや短くなった。

#### 戦争前夜
1937年、日中戦争が勃発し、翌1938年に国家総動員法が制定された。日本全体が戦時体制へと移行していく中で、京大寄宿舎も戦争と無縁ではいられなかった。
戦争の影響は、まず食事に現れた。1941年4月まで舎生一人一日あたり4.5合の米が割り当てられていた。だが4月に配給が減り、食事は一日平均3合になった。そこで舎生有志が南寮の庭などを開墾し、さつまいもやじゃがいもなどの栽培を始めた。舎生はこの畑を「寄宿舎農園」、農作業を「アルバイト」と呼んだ。
寄宿舎自治も抑圧された。寄宿舎は開舎以来、舎生全員で議論し議決する直接民主制の「舎生総会」（今日の「総会」「寮生大会」）で意思決定を行ってきた。しかし大学の学生課は「舎生の集合」を「衆愚」とみなして、1941年6月、舎生規約を改正して舎生総会を廃止するよう寄宿舎に強く要求した。寄宿舎自ら舎生規約を改正しないならば、学生課で勝手に改正するという。学生課と交渉したある総務委員は「その余りに学生の人格を無視しているのに驚いた。あれが学生を指導する学生課の態度なのであろうか。あの様な学生課の考えでは、我々はとても良心的な責任ある舎生規約を作ろうという熱意が湧かない」と怒りを露にしたが、「しかし徒に日を延ばしていると、学生課の方で原案を揃えてこちらにつきつけてくるかもしれない。その場合、寄宿舎の自治というものがなくなるのではないか」と懸念した。規約改正を巡る議論は荒れに荒れたが、総務と規約改正委員会は舎生総会を廃止して総務委員を補佐する「寮務委員会」を代わりに組織する方針でまとまっていった。この方針について学生課は「舎生総会を無くしたらどれでも宜しい」という顔で、大体賛成した。同年9月30日、舎生たちは最後の舎生総会を開き、舎生総会の廃止を含む舎生規約の改正案を可決した。同じ時期、北海道帝国大学の恵迪寮でも大学当局の寮自治への介入が見られたという。
10月4日には学生課の要請で「寄宿舎報国隊」が結成された。寄宿舎報国隊は舎生を軍隊風に統率することを目的とした民間防衛組織で、非常時の消火や訓練を担当した。隊長は総務委員が兼務した。同月には学徒出陣のために大学生と専門学校生の修業年限が三ヶ月短縮された。
10月、防空訓練が本格化し、舎生は窓に暗幕をかけ、電灯に「防空燈」と称されるカバーを取り付けて空襲に備えた。
このころ、集団主義や全体主義を礼賛し、個人主義や自由主義を痛罵する価値観が舎内で幅をきかせていた。「舎生ヲ代表シ、舎内ヲ総理スル」役職の総務委員もこうした価値観を好んだ。昭和16年前期総務委員の一人は、農作物の栽培に協力する寮生が少ないことについて、「徒に舎に強制力無きを歎（たん）ぜしむる。全体主義の叫ばれる今日、舎生の行動は依然として自由本位である。このアルバイトの如きも本人の随意参加でなく、もう少し強制力を持たせたいものだ」「この事にかぎらず舎生の中には相当利己主義の人もいる様だ。こういう人は舎に入れて決して矯正できるものでなく、従って舎としてはこの様な人の入舎を避けねば到底舎生意識の昂揚云々と言った所で始まらないと思う（後略）」（総務日誌1941年9月20日）と書いた。また16年後期総務委員の一人は、総務就任の決意表明で「（前略）利己的な独善主義こそ癌なのだ。自分独りで生活しているんだと云はぬばかり面をしている連中、そう云った連中を根本的に矯正してやらねばならぬ。独りよがりの利己主義は現在のみならず過去に於ても間違って居たのだ」（総務日誌1941年11月1日）と主張した。

#### 太平洋戦争後期
1942年10月15日、中寮の舎生中尾勁三が日誌に以下の文章を書いた。（戦中戦後の中寮には寮生がローテーションで日誌を書く文化があった）
「最近頻（しき）りにアメリカの天文学的数字の生産計画が報ぜられ、現に十月十三日の大朝にはその計画が着々と実行にうつされつつあることを大々的に報じている。諸君は之を如何に感ぜられましたか。（中略）事実それほどアメリカの生産力は大きいのです。『我に精神力有り』と口先だけで空元気を出してみても心の奥底では何かしら寂しさを覚えます。精神力は自ずから限度がある。同一の精密さの同一の武器を持って立った場合には一人の大和魂を持った兵士は三人の米兵に対することはできるだろうが、然らざる場合には如何に大和魂といへども打ち勝つことは出来ない。（後略）」
中尾の予想通り、日本は物量に勝るアメリカに歯が立たず転進と玉砕を繰り返した。戦況はますます悪化し、学徒出陣が本格化した。法学部、文学部、経済学部の舎生はほぼ全員が出征し、何人かは戦死した。召集令状がまだ来ていない舎生も食料難に苦しみ、栄養失調で病気になる者が少なくなかった。1944年6月に炊事部が分析したところ、舎生の一日の摂取カロリーは約1600 kcal（キロカロリー）だった。食料を確保するため、舎生一同「寄宿舎農園」の拡張に取り組み、1944年10月までに160貫 (600 kg（キログラム）) の収穫物を得た。
学徒出陣や生活レベルの低下は「寮内空気の無味乾燥」や「舎生の質の低下」をもたらした。とりわけ頻発する盗難は深刻な問題だった。総務委員は「非常に寄宿舎の内容に通じてゐる人」が犯人だと思ったが、「舎生が犯人であるとは絶対に考えられざる所である」と潔白を信じた。

#### 敗戦
太平洋戦争末期、空襲警報や警戒警報は日常的な出来事と化していた。舎生は中庭に防空壕を掘り、空襲警報が鳴る度に逃げ込んだ。1944年12月、舎生は京都上空を通過するB-29の編隊を目撃したが、高射砲の音はなく、味方の戦闘機も見えなかった。
1945年8月15日の早朝、ある舎生が爆弾が落下する音を聞いて「すは原子爆弾か」と舎外に飛び出したところ、ポンポンと花火のような破裂音がして、空から宣伝ビラが降ってきた。そのビラには「本日は爆弾投下に来たのでは無い」「帝国政府がポツダム宣言を受託すべく交渉中であり、又連合国は天皇陛下を尊重する」「日本を亡ぼすのは軍閥なり」などと記されていた。憲兵隊が調べに来るかも知れないので、舎生たちは敷地に落ちたビラを拾い集めた。すると午前十時頃、正午に重大放送があることが分かった。
「何か胸騒ぎがした。ラジオは雑音の為、はっきりわからなかった。然し、今まで玉音は電波に乗せない事になってゐるのに陛下の御放送だといふので重大事だとは思った。然し、正直な所、国民に対する御激励の御放送であろうといふ予想が私の心中の七分を占め、残る三分が今朝の宣伝ビラと思い合わせて胸さはぎした。然し、胸さはぎの方があたったのだ。事実は事実なのだ。ラヂオはそう伝へたのだ。信じられなくても耳がさう聞いたのだ。次第に自分に帰った時、涙がにじみ出、流れ出して来た。あの勇ましい開戦の日の軍艦マーチ、敵は幾万ありとても、学徒出陣の日の絵の如き分列式。サイパン、沖縄、B29、原子爆弾、グルグルと、頭の中でうずまゐている。一体、俺は何処に居るんだといふような気持ちがする」（昭和二十年前期総務）
しかし、何時までも茫然としていてもどうにもならないので、総務は玄関に以下の掲示を出した。「我等の生きるべき道は将来にありと信ず。血気にはやり、軽挙妄動をなさざる事、絶対に舎を離れざる事。総務」
敗戦直後、大半の舎生の関心事は「何故、戦いに負けたか」などではなく「敗戦国の民はどういう目に会ふか」「自分がどうかるか」ということだった。「京都に居ると生命があぶない」「敵軍が来たら大学生など先ず狙はれる」「殺されないにしても、強制労働位はやらされるだろう」等の悲観的な憶測が舎内で広がった。市中に横行するデマはさらにひどかった。恐怖にかられた舎生たちは舎内書類の一部を燃やしたり埋めたりした。

### 戦後の吉田寮

#### 戦後混乱期
1945年9月、食糧難により、舎生は畑の芋の葉や蔓を食べて飢えを凌いだ。9月22日の夜、中寮のある部屋に泥棒が侵入し、舎生総出でその者を追跡して捕獲する事件があった。泥棒の正体は、食料を盗みに入った同じ舎生であった。総務委員は処分を検討したが、何人かの舎生が「彼の更生に責任を持つ」と名乗り出たため在舎を許すことにした。一方、事の顛末を知った大学当局は、舎生の対応に「同情と敬意」を表したものの、穏便な措置は悪い先例になりかねないので（表向きは）自主的に退舎させたほうがよいと意見した。その後の経過は不明。しかし泥棒は他にもいたらしく、10月に舎生の腕時計が、12月に舎内労働者の布団が盗まれる被害があった。
9月、大学当局は寄宿舎に相部屋の導入を持ちかけた。復学する元学徒兵を可能な限り収容するためであった。寄宿舎は相部屋への抵抗感から提案を断り、代わりに入舎選衝では復学者を最優先で入舎させたようだ。寄宿舎が「一室二人制」を導入して相部屋になるのは、下宿不足が慢性化した1953年に入ってからである。
建設的な動きもあった。日本政府による言論統制が弱まり、戦前戦中の秘密主義、特攻、拷問、私刑等について舎生が見聞きする機会が増えた。一部の舎生は旧体制への失望を深めるとともに、新体制と新体制が根拠とする思想に関心を持ちはじめた。
1946年1月1日、昭和天皇は詔書を発布し、自分自身が現人神であることを否定した。いわゆる人間宣言である。4日、大学当局者が寄宿舎を訪れ、「コロンビヤ大学」の「ヘンダーソン教授」が「学生より進駐軍への希望」に関する会合に学生を出席させたいと言っている、と会合への出席者を募集した。5日、総務委員ら舎生3名は大学当局者とミヤコホテルに向かい、連合国軍最高司令官総司令部 (GHQ) 民間情報教育局 (CIE) 顧問ハロルド・ヘンダーソンと会合した。舎生には知る由もなかったが、ヘンダーソンは人間宣言を起草した人物であった。ヘンダーソンは私的な意見と断った上で次のように述べた。
「戦争はもうしたくない。その為には日本にデモクラシーを作って貰ふ。しかし、米のデモクラシーをそのまま日本に強ひるとすれば、それは既にデモクラシーではない。デモクラシーは日本自身により作らねばならぬ。その為にはアメリカのデモクラシーも見よ。スイスのそれも見よ。イギリスのそれも見よ、そして日本自身のよさを生かして日本のデモクラシーを作れ。又思想にしても、あらゆる思想をとり入れ、一つに偏するな。デモクラシーの前には過激なる危険思想は流されてしまふであらう」「（前略）デモクラシーとはやって見る事だ。失策を恐れるな。失策をすればそれだけ賢明になる、失策をしないといふ事は何もしないといふ事である。いくら他の事実を知っても日本のデモクラシーは出来ぬ。自らやってみて始めて何処が難しいか、何処が大切なのかが判る」「日本人は世界のよき市民とならねばならぬ。そして一国のよき市民ともならねばならぬ。更にその地方のよき市民とならねばならぬ。学生はまづその地方に働きかけよ、そして、work hard! work hard!」
出席した総務はヘンダーソンの主張に感銘を受け、会合自体も成功裏に終わった。一方、同月22日には舎内で「マルクスの経済学序説」序文の読書会が開かれた。舎内での政治的思想的会合が禁止されていた戦前戦中には見られなかった光景であった。

#### 切磋団体から厚生施設へ
1950年、理学部二回生の赤崎勇という学生が寄宿舎に入舎を希望した。赤崎はそれまで他の下宿に住んでいたが、経済的に困窮しており、大家から下宿料を請求されないほどだった。はたして寄宿舎は入舎を許可し、赤崎は3年間を寄宿舎で過ごした。卒業後は半導体の結晶成長と光電子素子開発に携わり、1989年に高輝度青色発光ダイオードを発明、2014年にノーベル物理学賞を受賞した。
赤崎は当時の吉田寮について次のように回想している。
「吉田寮は建物こそ古かったけれども、非常に立派な寮でした。当時は個室で部屋は廊下より一段高くなっていて、非常にいい雰囲気でしたね。私はクラッシックが好きなのですが、レコード室があったりクラッシックレコードを聴く部屋もあって存分に聴けました。ほかに茶室があったり、また各種の新聞を取り寄せてくれていて、ちょうど図書館のような役割をしていました。当時は守衛さんが2人いました。北、中、南寮三つあって、中寮に住んでいました。何号室か向こうに親友がいると夜まで話し込んでいても1分で自分の部屋に帰れる。事務室に事務員の方が3人ほどいて、サポートしてくれていました」
「よく寮の友達と一緒に桂離宮とか修学院離宮に行きました。当時、普通なら誰も行けなかったんですが、建築学の先生が紹介してくださったお陰でそういう所へ行けたり、あるいはみんなで比叡山を越えて琵琶湖へ渡ったり、いろんなことをしていました。勉強の面で特にプラスになったことはないかもしれませんけれど」

#### 楽友会館返還運動
楽友会館は1945年10月以降、進駐軍兵士の慰安施設（将校クラブ)として運営されていたが、その騒音は舎生の悩みのタネだった。1951年9月、寄宿舎は舎生大会を開いて楽友会館の即時返還要求を決議し、署名1000筆を集め、大学、同学会、進駐軍にも働きかけた。楽友会館は翌1952年に返還され、寄宿舎が一部運営した。1941年に廃止された舎生総会は戦後、舎生大会（寮生大会)として復活した。

#### 荒神橋事件と退寮処分問題
1945年9月、文部省は学校報国団を解体して戦前の校友会組織へ再編するよう各大学に指示し、京都大学は学校報国団組織「同学会」を学生主体の組織に改組した。新たな同学会は京都大学における学生運動の中心となり、レッドパージ、朝鮮戦争、講和問題、学費の値上げなどの問題を背景に大学当局との対立を深めた。
1951年、同学会は京大天皇事件の責任を問われて解散させられ、1953年に再建された。同年9月、同学会委員長が全学連委員長に就任すると、全学連は「アメリカ占領下で破壊された学園の復興闘争を進める」目的で「全日本学園復興会議」を11月に京都大学、立命館大学、同志社大学で開催することを決定した。しかし京大では、会場に予定されていた法経一番教室の使用を服部峻治郎総長が認めず、抗議する学生を警官隊を導入して排除し負傷者40名を出したため、始まる前から極めて険悪な雰囲気が漂っていた。11月8日、全日本学園復興会議の第1日目が同志社大学明徳館にて開催され、全国から相当数の学生が集まった。寮文科会では寮自治や生活の問題等が討論され、全国寮連合結成準備会が発足した。第4日目の11月11日、立命館大学に戦没学生祈念のためのわだつみ像（本郷新製作）が到着し、立命大生を中心とする歓迎デモ隊が市中を行進していた。一方、京大では、150名の学生が法経一番教室に関する集会を時計台の下で行っていたが、学園復興会議の集会に合流するため京大を出発した。学生は近衛通を西に出て、鴨川に架けられた荒神橋を経て河原町通に抜けようとした。しかし4時45分、学生の先頭が橋の中央をわたった時、京都市警察の警官約20名が学生の隊列を不法デモとみなして実力で阻止しにかかった。警官隊と学生は橋の上でもみ合いになり、老朽化した木製欄干にもたれかかった途端、10メートル余りにわたり欄干が壊れて10数名が約5メートル下の河原に転落、重軽傷を負った。残りの学生は立命館大に一旦向かい、学園復興会議の参加者と合流したのち市警本部に抗議に行ったが、約200名の警官隊に強制排除され、警棒で殴打されて70名が重軽傷を負った。少なくない負傷者が寄宿舎に逃げ込み、舎生は警察の手入れを警戒して徹夜で守りを固めた。服部総長は大勢の学生が負傷したことには一切言及せず、12月1日に学園復興会議の会場問題に関して同学会総務部中央執行委員の松浦玲を放学、他の五学生を無期停学等の処分に付すと、健康上の理由で辞任した。
そして松浦は寄宿舎の舎生であった。舎生有志は直ちに会合し、各学部・ゼミ・教室で反対運動を各自立ち上げること、ビラその他の手段で全学全市民に訴えること等を申し合わせた。6日には舎生大会が開かれ、六学生の処分の撤回を要求すること、松浦を引き続き在舎させること、全学ストを呼びかけること、「斗争委員会」を結成することが決議された。「処分撤回斗争」は全学に拡大し、宇治、吉田分校、文学部国史学科、理・経・法・農・文・医の各学部が無期限ストに入った。12日には全学学生大会が開かれ、スト体制を強化し処分撤回まで戦うことが決議された。新任の瀧川幸辰総長は、評議会に処分再審査を提案すること、放学者が復学した前例（詳細不明）を考慮すること、ストライキの実行者を処分しないことを同学会に確約し、同学会は16日にストを中止した。だが松浦の放学処分は覆らず、復学もできなかった。翌1954年、厚生課長は寄宿舎に学籍のない松浦を退舎させるよう圧力をかけ始めた。寄宿舎は大学当局の要求を最初拒否していたものの、瀧川総長が「松浦を出さない様な寮の公募掲示は認めず、又そのような寮は不必要である」として寄宿舎入舎希望者の公募掲示を拒否したため、4月11日、やむを得ず舎生大会を開いて松浦の退舎を決議した。一方、次の事項も決議された。「我々は今後寮自治を守り、今回の如き卑劣な態度に大学当局が再び出ないことを大学当局に申し出る。我々は止むを得ず今回の松浦君の退寮を認めたのであつて、六学生の処分撤回にあらゆる方法で努力する。このため斗争委員会を強化する。そして我々は学内民主化のために戦う」。その後、寄宿舎は松浦が大学を相手取って起こした処分撤回を求める行政訴訟を支援し、ある舎生が松浦を「外来者」として長期宿泊させることを黙認した。だが1955年、松浦は裁判中に自身の住所を問われて「吉田京大寄宿舎」と答え、松浦の宿泊は大学当局の知るところとなった。11月、厚生課長は寄宿舎に対して、松浦を宿泊させた舎生を退舎させ、外来者の長期宿泊は厚生課長の許可を必要とするよう舎内規則「実行箇条」を変更するよう迫った。抵抗して自治権を剥奪されるのを恐れた寄宿舎は大学当局に屈服し、当該寮生の「自発的退舎」と実行箇条の変更を決定した。従来、舎生の退舎と外来者の宿泊の許可は総務委員の権限であったので、多くの舎生はこの出来事を寄宿舎自治の後退と捉えた。
（昭和中期に存在した）寮史編さん委員会は一連の事件について次の感想を残した。
「総務日誌を読んでいる内に気づいたことは、寮の自治というものは、外部から圧力が加わって初めて、擁護だ、獲得だとあわてていたのでは、守り切れるものではない。常に圧力を予想し、将来起り得ることを正しくつかんで、がつちりと固めなければならないということである。現在の寄宿舎規定に関しても、徹底的に斗ってゆかなければ、必ず二十八～三十年と同じ失敗を繰り返すだろう。寮の自治を、自分達自身のものとして、真剣に考える時だと思う」

#### 新寮獲得運動
戦後、京大の吉田キャンパス周辺では下宿不足が深刻化していた。その背景には工学部の拡充に伴う新入学生の増加と、学生寮の定員の少なさがあった。1958年、吉田寮は宇治寮、女子寮と三寮連合を結成し、大学当局に増寮を働きかけた。翌1959年、薬学部敷地内の労働者向け宿舎を借り受ける形で「吉田西寮」が開寮、吉田寮に編入された。だが吉田西寮の定員はわずかで、「薬学部が入用のときは返す」という条件も付いていた。三寮連合は更なる増寮を求めて大学当局と交渉を重ねたものの、二年間進捗がなく、追い打ちをかけるように薬学部から西寮の返還を催促された。危機感を持った吉田寮は1963年、「新寮建設闘争委員会」を組織し、寮生数を減らすことなく増寮することを基本方針に、大学当局に増寮を強く迫った。吉田寮、薬学部、教育学部、学生部を交えて協議した結果、東竹屋町の教育学部を吉田キャンパスに移し、その跡地に新寮を建設する計画が次第に現実味を帯びてきた。1964年3月、京都大学は東竹屋町に定員400名の新寮「（仮称）熊野寮」を建設する計画を発表、吉田寮は工学部建築科の西山夘三研究室と共同で熊野寮の設計図を書いた。1965年4月、熊野寮A棟が竣工、開寮し、吉田寮からの引越し者を中心に熊野寮自治会が形成された。A棟竣工と引き換えに、吉田寮は吉田西寮第Ⅲ棟の撤去に同意した。1966年4月、B,C棟と食堂が竣工し熊野寮は完成した。その後1980年半ばまで吉田寮と熊野寮は共同歩調をとった。

#### ニ・一八通達、○管規
1962年7月、文部省は学徒厚生審議会答申「大学における学寮の管理運営の改善とその整備目標について」で、「学寮は貧困学生の収容施設に終わってはならない」「学寮の有する教育的意義をより効果的ならしめる」との考えを示した。
1960年代中頃以降、日本全国の大学で大学紛争が続発した。大学紛争の特徴として、西山伸は「経験した大学および学生が多数であったこと」「学生が大学を直接の攻撃の対象としたこと」「学生たちの暴力的傾向が著しく強まったこと」「多くの大学で主体となったのは全学共闘会議と呼ばれる集団であったこと」の四点を挙げている。1965年には慶応大学が、1966年には早稲田大学、中央大学、明治大学が、1968年には東京大学、日本大学が大学紛争に突入した。
京大紛争では、講座制・学位制への疑問、学生の大学運営参加、教授会公開、財政公開、カリキュラムなどの学内の問題のほか、中教審粉砕、ASPEC（アジア南太平洋閣僚会議）粉砕、安保、沖縄など学外の問題も議論の遡上に上がった。
京大紛争の前後、吉田寮生の思想信条は極めて多様であった。吉田寮の執行部は全共闘に親和的だったが、寮生の中には全共闘と敵対する民青も大勢いた。また中核派、革マル派、社学同、社青同解放、第四インター等に所属したり共鳴した人もいたはずだという。ただ寮自治に関しては協働する間柄だったのか、彼らは寮外の暴力的な対立関係を寮内に持ち込まず、京大紛争の最中も寮内で内ゲバは発生しなかった。
「新規格寮（新々寮）」とは「入退寮権が学生部長が完全に掌握している」「水光熱費等の負担区分が完全に適用される」「全室個室で集会所がない」「寮食堂がない」の四条件を満たす学生寮で、アパートやマンションとの機能的・価格的差異はあまりない。当時、文部省は各大学に自治寮の新規格寮への建て替えを推奨していた。

#### 「在寮期限」闘争
1982年12月14日、京都大学の最高意志決定機関である評議会はこのように決定した。つまり吉田寮を1986年3月31日をもって廃寮にするというのである。なお、廃寮の理由には「正常化」ではなく「老朽化」のみを挙げた。当日、吉田寮と同学会のデモ隊が時計台二階に押しかけ評議会の開催を実力で阻止しようとしたが、職員も実力でデモ隊を排除し、学生8名を2階から突き落として重軽傷を負わせた。
大学当局は1986年4月以降の入寮者を正規の寮生と認めなかったので、1985年入寮の「正規寮生」一回生が最短修業年限を迎える1989年3月前後に大学当局が廃寮化に向けたアクションを起こす恐れが高まった。1988年7月22日、学生部は極度の老朽化で1985年以降居住放棄されていた「吉田西寮第Ⅳ棟」を撤去することを吉田寮に通知した。一方、吉田寮は「Ⅳ棟の老朽化は大学当局の長年にわたる補修のサボタージュが原因である」として、この決定を撤回し、寮生・学生と話し合うまで取り壊しを延期するよう要求した。しかし学生部は話し合いに応じず、8月4日午前8時頃、Ⅳ棟を奇襲的に強制撤去しようとした。寮生と支持者らは大学関係者や業者を締め出して抵抗し、午前10時、学生部は強制撤去を諦め、話し合いに応じた。話し合いの中で、学生部は「Ⅳ棟は廃棄物だから処理について寮生と話し合う必要はない」などと主張し、寮生は「空き缶などゴミの処理だって寮生と合意の上で処理しているんだぞ」「（そもそも）Ⅳ棟は廃棄物かどうかも寮生と話し合って決めるべきだ」「（そもそも）人が住めない状態になってしまったのは誰のせいだと思っているんだ」などと反論した。交渉の結果、大学当局は「これまでの吉田寮への補修を行ってこなかったことを認める」「今後吉田寮の補修を行うよう努力する」「老朽化の抜本的対策としての新寮建設の具体的プログラムを示すよう努力する」「話し合いの議題も含めて、寮に関することはすべて寮自治会と話し合い、合意の上決定する」と文書で確約。この文書に満足した吉田寮はⅣ棟の取り壊しに同意し、Ⅳ棟は8月4日から6日にかけて取り壊された。この事件で吉田寮と大学当局の間に雪解けムードが生まれ、以後、両者は紛争終結を目指して話し合いを重ねた。
1988年11月、河合隼雄学生部長は吉田寮との話し合いの席上で「終戦協定」の素案を提案した。それは「吉田寮は寄宿料の納付および寮生名簿の提出を行う。大学当局は西寮を撤去し東寮を補修する。これをもって『在寮期限の執行完了』とする」というものだった。吉田寮は河合案にいくつか注文を付け、1989年1月24日に大学当局と合意に達した。最終的な合意事項はおおむね以下である。
「大学は東寮の補修を行う。西寮代替スペースとしてプレハブを設置する。現寮の補修を行ってこなかったこと、及び今回設置するプレハブが西寮代替スペースとして不十分であることを認め、今後も寮機能の回復、維持、発展に努める。その抜本的解決策として新しい寮の建設に努める。入寮募集停止を解除する。西寮撤去を理由に吉田寮の寮内労働者の削減を行わない。一方、吉田寮自治会は西寮を明け渡す。在寮者名簿の提出と寄宿料の納付を行う。また、大学は今後も継続して学生との話し合いを行う。他の厚生施設に関しても、当事者と話し合うことなく一方的な決定を下さない。また、大学は寮自治会と確認した以上の諸点に関して学生部長名文書に記述し次期以降の学生部長に引き継ぐ」
1989年3月、吉田東寮中庭にプレハブが建設される中、吉田西寮第Ⅰ・Ⅱ棟が撤去され、以後、吉田東寮は吉田寮と呼ばれるようになった。4月14日、吉田寮は在寮者名簿の提出及び寄宿料の納付を行い、4月18日、評議会は在寮期限の執行完了を了承した。吉田寮は存続した。

#### 寮食堂が文化芸術拠点に
1986年4月、「在寮期限」の影響で同年3月末
を以って調理を担当する職員（炊フ）が異動させられ後任が配置されなかったことから、寮食堂は出食機能を喪失した。その後しばらくの間、寮食堂は寮生の作業場や吉田寮祭やクリスマスパーティー、近隣のサークルの会議等に供されていた。翌1987年6月、吉田寮自治会は大阪を中心に活動していた劇団「満開座」から寮食堂で公演を開きたいと打診された。これに対して吉田寮自治会は、面白そうだという意見、廃寮反対のアピールに利用できそうだという思惑、および「吉田寮は吉田寮生だけのものではなく外部に開かれているべきで、外部の人々との交流が寮の在り方をよりよいものにしていくだろう」という考えから満開座に寮食堂を貸し出した。公演は9月17日から23日にかけて行われた。この公演以後、アマチュアバンドや劇団など沢山の寮外の個人や団体が寮食堂を使用するようになり、やがて寮食堂は京大における文化的・芸術的活動の拠点となった。しかし食堂使用者が増えるにつれ、吉田寮自治会が寮食堂を開放している理由――寮自治、学内自治への理解と支持を得る――を理解しない者や、寮食堂を好き勝手に使える場所としてしか考えない者も増え、様々な問題が生じるようになった。これらへの対応として1996年、文化部食堂局員と食堂利用者からなる「食堂使用者会議」が発足し、毎月の会議に参加しなければ寮食堂を使用できないというルールが導入された。また、食堂使用者会議での議論を経て食堂使用マニュアルが整備された。当マニュアルの基本原則は「吉田寮食堂は自主管理」「食堂使用は自己責任」「運営は話し合いで」の三点で、寮生のみならず食堂使用者も食堂の運営に主体的に関わるべきだという考えが明記されていた。これによりトラブルは減少し、2005年まで寮食堂はおおむね問題なく運営された。

#### 老朽化問題への試行錯誤
「在寮期限」を経て、吉田寮自治会は現棟の老朽化問題を解決するため試行錯誤を重ねた。まず模索したのは現棟の新寮への「建て替え」だった。1996年5月16日、吉田寮自治会は益川敏英学生部長と「新寮の運営についても寮生の自治とする」等の確約を結んだ。1999年6月には「新寮を現在の場所に建てる」「水光熱費の負担区分の値上げをしない」等の進展した確約を副学長と交わした。しかしながら吉田寮自治会の要求する自治寮と文部省の学寮方針のすれ違いもあり、建て替えの計画は中々具体化しなかった。
2002年頃、寮生は新寮建設は難しいと判断し、現棟を耐震強度の面で骨組みから補修するという「大規模補修」を検討し始めた。吉田寮自治会は大規模補修の必要性と実現可能性を確認するため補修特別委員会を設置し、寮内での議論と合意形成の後、大学側にこれを要求した。大学側も地震学者の尾池和夫副学長を中心に大規模補修を目指し、2005年には耐震調査と大規模補修の設計に関する予算がつき、大規模補修の設計までは実際に行われた。しかしこの案は2006年夏から秋にかけての概算請求の学内選考で廃案になった。
同年10月6日、大学側は吉田寮自治会に対して「京都大学重点アクションプランという予算枠で吉田寮を建て替えられる、10月23日までに返答すればすぐにも実行できる」と打診した。大規模補修とは真反対の提案が突然なされたこと、猶予期間が短いことに寮生は混乱し、連日連夜の議論を重ねても結論を出すことはできなかった。23日、吉田寮自治会は「もし建て替えを行うのであれば、このような条件であれば合意可能である」という新寮の条件確約案15項目を持って東山紘久副学長らとの交渉に臨んだが、寄宿料、定員、敷地面積等の項目で意見が合わないまま日付が変わり、大学当局は交渉を打ち切った。翌24日、東山副学長は理事懇談会で予算申請の話を取り下げた。その後、大学側は「今後も建て替えに関する交渉には応じる」と発言した。
2009年4月20日、西村周三副学長は吉田寮自治会に対して「吉田南最南部地区再整備・基本方針（案）」を提示した。この方針案は「寮食堂を取り壊し、寮食堂の跡地と寮食堂西側の空き地（焼け跡）に『吉田寮A棟』を建設。全寮生をA棟に引っ越しさせた後、現棟を取り壊して『吉田寮B棟』に建て替える」という計画だった。吉田寮自治会は現棟を建て替えるかどうかは別の話とし、まずはA棟について話し合うことを大学当局と確認した。食堂利用者は活動の場が失われることを懸念し、食堂・厨房施設の存続を求める「要望書」と、寮食堂を取り壊さない場合でもA棟建設は可能とする「調査書」を西村副学長に提出した。吉田寮自治会も食堂利用者に同調し、「A棟を焼け跡に建設する。寮食堂は補修する」方針をとった。2011年5月と6月、吉田寮自治会と大学当局はA棟について交渉し、大学当局は寮食堂の撤去を、吉田寮自治会は寮食堂の存続を改めて主張した。吉田寮自治会は寮食堂存続の理由として「食堂が外部に開かれたスペースとして、入寮資格枠の拡大など吉田寮自治会の運営に好影響を与えてきたこと、そしてこれからも与えるであろうこと」「吉田寮食堂が学内の数少ない自治自主管理スペースとして存続してきたこと」「食堂の雰囲気や構造が代替不可能であること」の三点を挙げた。一方、大学当局は食堂撤去の理由として「食堂の代替スペースでも自治自主管理は可能であること」「食堂を撤去すればより大きなA棟を作ることができ、寮の定員増加を達成できること」を挙げた。定員増加について吉田寮自治会は「寮食堂という吉田寮自治会にとって意義あるものを壊し、自治会に悪影響を及ぼしてまで増加を望んでいない」と反論した。議論は平行線を辿った。

#### 吉田寮食堂問題
2012年4月19日、赤松明彦副学長は「吉田寮食堂の取り壊しと代替スペースの建設」「吉田寮A棟の建設」「これに関する吉田寮自治会との交渉打ち切り」を吉田寮自治会に通知した。吉田寮自治会や食堂利用者は「当事者の意見を無視した一方的な決定であり容認できない」と反発、大学当局に決定の撤回と再度の交渉を求めた。大学当局は当初交渉を拒否していたものの、非難の声が高まるにつれて、23日に「吉田寮食堂取り壊しに関する説明会」を開いた。説明会には吉田寮や熊野寮の寮生や食堂関係者が大勢詰めかけた。
この説明会において、赤松副学長は「寮食堂を取り壊し、2014年3月までにA棟を建設し、ついで2016年秋までに現寮を取り壊してB棟を建設する」計画を提示し、「吉田南再整備計画の予算を第2期目標中期計画期間内に消化する必要があり、その選択が寮生の安全を守るために最善の策である」「A棟には十分な定員を確保し寮の収容人員不足を解消したい」「A棟の建設を決定することで、現吉田寮の老朽化について議論でき、寮生の安全の早期確保にもつながる」と主張し、寮生の自治を否定するものではないと理解を求めた。一方、吉田寮自治会側は、大学側の決定を批判し、決定の撤回を要求した上で、食堂と現棟の補修ならびに焼け跡のみを敷地とするA棟の建設案を対案として提出した。吉田寮側は「大学側の主張する建て替え計画はそもそも第2期中期計画の期限の2016年3月に間に合わない」「しかし自治会側の提案する補修案を採用すれば工期が大幅に短縮され、第2期中期計画の期間中に工事が完了する公算が大きい」「自治会側は寮食堂と現棟を補修してA棟を建てた場合でも大学側の主張する十分な定員を確保できる案を提示しており、大学側がこの案を無視しているのは納得がいかない」「吉田寮の老朽化対策は補修で解決できる問題であり、むしろ補修をした方が早急に問題を解決できる」と主張、大学側プランへの疑問点や自治会側プランの利点を挙げて副学長らを追及した。
さらに、説明会参加者の一人、建築家の山根芳洋は「京都大学学生寄宿舎吉田寮食堂建築物の調査実測によるその京都大学内で最古の建築物である実証 ―京大最古の建築施設―」と題した論文を配布し、寮食堂に関する知られざる事実を明らかにした。2012年当時、寮食堂は現棟と同じく1913年に竣工したと考えられていた。ところが、山根が吉田寮自治会の依頼で寮食堂を調査したところ、寮食堂が1889年7月に第三高等中学校寄宿舎の食堂として竣工し、1897年からは京都帝国大学旧寄宿舎の食堂として使用され、1913年に旧寄宿舎の閉寮と新寄宿舎（吉田寮）の開寮に合わせて現在の場所に移築されたことが分かった。つまり、寮食堂は第三高等中学校の数少ない大学建築遺構で、京大最古の大学建築物だったのである。その上で山根は「吉田寮食堂も堅実な構成と意匠をみせて、京大において最も古く、また焼失した本校と同一の意匠をもっている。また食堂は最も重要な中央軸線上にあった重要施設であり、京大の起源を最もよく示している建築と言へ、歴史的価値は高く、また文化史的、建築的価値もきわめて高い重要建築物である。この認識を共有するならば、吉田寮食堂は国の重要文化財となるであろう。（中略）焚書に等しき行為は無きものと信じる」と主張した。
吉田寮側の批判と説得、そして山根の発見のおかげで、赤松副学長は食堂の取り壊しを撤回し、食堂の補修そして焼け跡へのA棟の建設を受け入れた。

#### 食堂補修、西寮新築
2012年9月18日、赤松副学長と吉田寮自治会は「現棟の処遇は補修の意義を踏まえた上で継続協議していくこと」「A棟を木造と鉄筋コンクリートの混構造で建設すること」「寮食堂を補修すること」の三点を主に盛り込んだ確約を締結した。その後、2013年6月、A棟と食堂の構造について合意し、実際に工事が始まった。食堂補修に際しては代替施設のプレハプも設置された。2015年3月には食堂の補修が、同年4月にはA棟の新築が完了した。吉田寮自治会はA棟を旧吉田西寮に因んで「西寮」と命名した。非留学生が入寮可能な京都大学の学生寮が増棟されたのは熊野寮以来約50年ぶりのことだった。

#### 現棟を巡る動き
食堂補修とA棟新築を達成した吉田寮自治会は、現棟の補修を目指した。2013年11月、吉田寮自治会は大学当局に対して現棟の補修方法についての交渉を要求した。3カ月後、大学当局は交渉に応じ、吉田寮は「京都市歴史的建築物の保存及び活用に関する条例」を利用した現棟の補修案（京都市の条例を適用しできる限り現在の姿で補修する案）を主張した。
同年10月、松本総長、赤松副学長が退任し、山極総長、杉万俊夫副学長が就任した。吉田寮自治会は杉万副学長と交渉し、2月、副学長とおおむね以下の確約を交わした。
「大学当局は吉田寮の運営について一方的な決定を行わず、吉田寮自治会と話し合い、合意の上決定する」「学生などに関わることについては学生など当事者と話し合うことなく一方的な決定を行わない」「学生など当事者からの要求があれば、団体交渉などを行う。なお、話し合い・団体交渉は公開の場で行い、一方的な条件をつけない」「大学当局は吉田寮現棟にとって老朽化対策が早急に必要であることを認め、老朽化対策のための処置が完了するまでには（中略）吉田寮の補修を継続して行う。また、処置完了後も、必要に応じて補修を行う」「吉田寮新棟の建設及び吉田寮現棟の老朽化対策を2016年3月までに早急に決定し、工事を着工するよう協議していく」「吉田寮現棟の耐震強度を十分なものとし、寮生の生命・財産を速やかに守るために、吉田寮現棟を補修することが有効な手段であることを認める」

#### 「募集停止」問題
この確約が締結されたことにより、現棟の補修は大きく進展すると期待された。ところが同年3月9日の団体交渉を最後に交渉はもたれなかった。さらに7月には吉田寮自治会および現棟の居住者に対して、現棟の耐震性に不安があることを理由に、新規入寮者募集を停止することと、順次新棟に転居していくことを要求し、同様の内容をホームページ上で公開した。
これに対して吉田寮自治会は、確約に反する行為であること、新規入寮者募集の停止は学生の福利厚生の縮小につながること、入寮募集の停止措置が大学が学生寮を廃寮に追い込むときの常套手段であること、吉田寮は数十年前から現棟の補修を要求してきたにもかかわらず大学は補修を行わず老朽化問題をさらに深刻化させたこと、などを理由に抗議した。同月29日、30日、吉田寮自治会は杉万副学長と交渉し、杉万副学長は「吉田寮自治会と一切の合意なく決定したことは確約違反であったことを認める」「入寮募集停止の通告は決定ではなく提案にすぎない」「今後は入寮募集停止提案の撤回を目指した団体交渉を行う」等の確約を結んだが、以後も団体交渉は行われず、杉万副学長は10月1日付で体調不良を理由に辞任した。
杉万副学長の後任の川添信介副学長は吉田寮自治会との団体交渉を拒否し、「少人数の寮生代表者とのみ話し合う」という新たな方針を打ち出した。吉田寮自治会は話し合いに一方的な条件を付けるのは確約に違反すると抗議したが、川添副学長の姿勢は変わらなかった。その後も京都大学は入寮募集の停止を繰り返し要求し、吉田寮は抗議しつつ入寮募集を続けた。この状態が2017年末まで続いた。

#### 「寮生追い出し」問題
2017年12月19日、京都大学は公式ホームページおよび吉田寮に住んでいる学生の学校用メールアドレス、吉田寮自治会に対して、「吉田寮生の安全確保についての基本方針」が決定されたと通知した。決定された理由として、現棟が築100年以上で老朽化が深刻で危険であること、計5回の入寮募集停止にもかかわらず募集を行い大学の定める総収容定員を超えたことが挙げられている。
以下は基本方針である。
一方、吉田寮自治会は反対し抗議声明をホームページに記載した。以下が抗議声明の概観である。
6月22日、奈倉道隆ら吉田寮出身者で組織される「21世紀に吉田寮を活かす元寮生の会」が総長の山極寿一に2018年9月以降に吉田寮の旧棟を保存活用するよう求める要請書を提出した。京都大学は要請書に回答せず、7月27日、同会は改めて質問状を提出した。また同会の情報開示請求により、日本建築学会近畿支部の「京都大学吉田寮の保存活用に関する要望書」および建築史学会の「京都大学学生寄宿舎吉田寮の保存活用に関する要望書」について、京都大学が学内で議論を行わず、回答もしていないことが判明した。
6月29日、吉田寮自治会は大学当局に対して交渉を申し入れ、7月13日に吉田寮自治会と川添副学長はじめ大学当局の代表者が3年ぶりに「話し合い」をした。この話し合いは川添副学長の要求に寮生側が応える形で、非公開かつ少人数で実施された。この話し合いを通じて、大学当局と吉田寮自治会は以下について口頭で確認した。吉田寮自治会は文書での確認を要求したが、川添副学長は「口頭で十分」と同意しなかった。
8月3日、吉田寮自治会は記者会見を開き、交渉の様子を報告した。吉田寮自治会によると、吉田寮側は現状をできるだけ残した補修など三通りの補修案を提案、大学側は持ち帰って検討すると答えたものの、大学側の検討する対策案は示さなかった。また川添副学長は「これは交渉ではない」「君たちと合意形成をするつもりはない」「納得して出て行ってほしいが、納得しなくても出て行ってもらう」などと主張したほか、吉田寮自治会が杉万前副学長との確約「大学当局の募停は要請に過ぎず今後撤回に向けて話し合う」に基づき入寮募集を継続していることについて「けしからん」と寮生を怒鳴りつけ、「恫喝と取っていい」と述べた。寮生側は川添副学長の態度について「信頼関係を培うのは難しい」と懸念を示し、「今後も話し合いは続けたいが、大学当局の方針が絶対ではない。寮を実際に運営する側の声に耳を傾けてほしい」と主張した。
8月30日、吉田寮自治会は大学当局との2度目の話し合いをしたが、川添理事は今回も合意形成に応じることなく、「意見は聞いた」とだけ言い残して会場から退出した。9月4日、吉田寮自治会は川添理事に次回交渉の日程を提示するよう要求したが、川添理事は14日、「吉田寮自治会が同様の説明と質問を繰り返すだけで、今後話し合いが建設的なものになることを期待することは困難である」ことや「秋期入寮選考を行う旨を公表」したことを理由に吉田寮自治会との交渉を拒否した。一方、吉田寮自治会は「話し合いが建設的でない原因は大学当局にある」「入寮募集の停止は協議事項であり、当局が一方的に停止を決定してはならない」と主張して川添理事に抗議し、早急な話し合いの再開を要求した。
9月23日、吉田寮の有志らが寮の再生を考えるシンポジウム「市民と考える吉田寮再生100年プロジェクト」を吉田キャンパスで開催した。学生や地域住民ら150人が参加し、尾池和夫京都造形芸術大学長(元京大総長)ら13名のコメンテーターが公募で寄せられた吉田寮再生のアイデアについて話し合った。
2019年4月26日、京大側は、退去要請に応じず吉田寮に住み続けている寮生20人に対し、不法占有であるとして明け渡しを求める訴訟を、同日付で京都地方裁判所に提起した。
2024年2月16日、京都地裁（松山昇平裁判長）は、既に退去済みの元寮生や新規入寮者に明け渡しを命じた一方、従前から住み続けている14人については京大側の請求を棄却した。松山裁判長は、吉田寮の入寮手続きについて、寮生でつくる自治会が行うことで京大と合意していたと指摘。自治会が寮を管理することを京大も認めていたとした。その上で、京大側が2018年9月末までの退去と新規入寮募集停止を通達した2017年12月19日時点で、京大が管理権を回復したと判断。同日以降の新規入寮者に明け渡しを命じた。退寮者については、「荷物を寮に残して占拠を続けている」などと指摘した。同月28日、入居継続を認められなかった学生ら6人が判決を不服として控訴した。29日には京大側も判決を不服として控訴した。

### 年表

#### 明治
- 1889年
  - 7月 第三高等中学校寄宿舎と付設の食堂（後の吉田寮食堂）、便所、厨房、浴室等が竣工[25]
  - 9月 第三高等中学校の移転が完了、開業式[25]
- 1897年
  - 6月18日 京都帝国大学が創設[25]
  - 9月11日 旧々・京大寄宿舎が本部事務室の一角で開舎[25]
- 1898年
  - 8月 旧制三高寄宿舎の建物で、旧・京大寄宿舎が開舎[25]
- 1900年代 「風紀の乱れ」深刻化[25]
- 1905年
  - 12月 自彊会結成
  - 同月 一時閉鎖事件[25]
- 1906年
  - 1月 入舎希望者を募集[25]
  - 2月10日 入舎式。寄宿舎再開[25]
  - 同年 規則と役職の制定[25]
- 1909年 以文会結成
- 1911年6月29日 寄宿舎移転問題[25]

#### 大正
- 1912年
  - 2月10日 旧寄宿舎解散式[25]
  - 7月15日 旧寄宿舎閉鎖[25]
- 1913年
  - 同年 現・寄宿舎（現棟）が竣工。食堂も移転[163]
  - 9月11日 寄宿舎が開舎[163]
  - 10月1日 開舎式[163]
  - 同年 舎生規約の制定[163]
- 1914年1月 沢柳事件
- 1918年11月 スペインかぜ集団感染[164]

#### 昭和
- 1926年 京都学連事件で逸見重雄ら舎生2名検挙[163]
- 1930年 自炊制度および自炊制度記念祭始まる[163][165]
- 1935年 - 1937年 寄宿舎廃止論[163]
- 1941年
  - 3月8日 中寮全焼[47]
  - 9月 「舎生総会」廃止[166]
  - 10月 「寄宿舎報国隊」結成[167]
- 1942年
  - 6月 中寮再建
- 1951年 綜合原爆展[168]
- 1951年 - 1952年 楽友会館返還運動[38][169][30]
- 1953年 - 1954年 荒神橋事件に伴う舎生松浦玲退寮処分問題[168][170][38][96]
- 1953年 一室二人制導入[38][74][75][38][96]
- 1955年 「吉田寮自治憲章」施行[38][171][96]
- 1958年
  - 10月6日 映画女侠一代ロケ[172][173]
  - 11月23日 京大寄宿舎創立60周年。「自炊確立29年祭」開催[174]
- 1959年
  - 5月7日 「吉田西寮」開設[175]
  - 7月1日 女子寮開寮[175]
  - 8月 食堂改築開始[175]
  - 同年 京都大学学生部、「京都大学寄宿舎規定」を発表。「吉田寮自治憲章」と対立[175][176][96]
  - 同年 「吉田寮」と命名[175][96]
- 1960年
  - 5月 食堂改築完了[177]
  - 11月23日 「吉田寮創立62年記念祭」開催[177][172][178]
- 1961年
  - 5月21日 ドキュメンタリー番組・日本の素顔「学生寮 大学における人間性回復の方向」に登場[179]
  - 11月23日 「吉田寮寮祭」開催[177][180]
- 1962年 - 1963年 「規定」改正運動[181][30]
- 1963年 - 1964年 新寮獲得運動[182][30]
- 1965年
  - 3月 宇治寮廃寮[102][30]
  - 3月10日 吉田寮改良工事開始[183]
  - 4月 熊野寮開寮[102][184][30]
  - 4月 室町寮開寮[102]
  - 4月22日 「京都大学学生寄宿舎吉田寮・自治憲章」改正。総務制から執行委員会制へ改組[185]
  - 同年 吉田西寮Ⅲ棟撤去　⇒　吉田西寮Ⅲ棟撤去は1988年が正しい。（記載重複）
- 1965年 - 1967年 寮費不払い闘争[30]
- 1968年
  - 3月30-31日 熊野寮と合同で「完全自主入寮選衝」実施[186]
- 1969年
  - 同年 京大紛争[103][168][187]
  - 3月30-31日 「自主入寮選考」実施[188][189]
  - 同年 舎友会粉砕[187]
- 1971年 大学当局が確約「入退寮権は一切寮委員会が保持・行使する」[187]
- 1972年
  - 3月8日 看学寮ストーム事件[190]
  - 5月 吉田寮祭中止[190]
- 1974年4月27日 暴力事件[187]
- 1980年
  - 5月 吉田寮祭再開[168]
- 1982年 - 1989年 「在寮期限」問題（廃寮危機）[191][192][193]
- 1985年 女子学部学生に入寮を許可[193]
- 1987年 食堂のイベント使用が開始
- 1988年 吉田西寮Ⅲ棟撤去
- 1989年 吉田西寮Ⅰ・Ⅱ棟撤去。吉田西寮消滅

#### 平成
- 1990年7月 留学生に入寮を許可[193]
- 1991年 全京大生に入寮を許可[193]
- 1994年 「京大生との同居の切実な必要性が認められる者」[注 38]に入寮を許可[193]
- 1996年10月31日 寮食堂が火災で半焼
- 2000年代 現棟と食堂の建築学的価値が判定される
- 2005年 食堂のイベント使用を停止
- 2006年 「アクションプラン」
- 2008年
  - 同年 食堂のイベント使用を再開
  - 同年 映画鴨川ホルモーロケ
- 2009年
  - 同年 「吉田南最南部地区再整備・基本方針（案）」
  - 9月 「おめでとう！吉田寮ほぼ100周年祭」開催[194]
- 2010年 アニメ四畳半神話大系ロケ
- 2011年9月 「やったね！吉田寮ほぼ100周年祭」開催[195]
- 2012年
  - 4月 吉田寮食堂問題[196][197]
  - 同月 吉田寮食堂が京大最古の大学建築物であることが判明[196][125]
  - 9月18日 食堂の補修と新棟の建設が決定。現棟の補修は継続協議[196][125]
- 2013年
  - 9月 「うわ?！！！吉田寮ほぼ1000年祭」開催[198]
  - 10月1日 開寮100周年
- 2014年
  - 同年 食堂の補修と新棟の建設が開始
- 2015年
  - 3月 食堂の補修が完了
  - 4月 西寮が完成
  - 5月 日本建築学会近畿支部が吉田寮の保存活用を要望[12]
  - 7月28日 - 2017年12月「募集停止」問題
  - 11月 建築史学会が吉田寮の保存活用を要望[199]
- 2016年
  - 9月20日 「21世紀の京都大学吉田寮を考える」第1回[200]
  - 11月6日 「寮食LOVE you LIVE! vol.1」が吉田寮食堂で開催
  - 12月10日 「21世紀の京都大学吉田寮を考える」第2回[201]
- 2017年
  - 6月30日 紀行番組・新日本風土記「京都青春物語」に登場[202]
  - 7月15日 「21世紀の京都大学吉田寮を考える」第3回[203]
  - 9月30日 「寮食LOVE you LIVE! vol.2」が吉田寮食堂で開催
  - 10月21日 「21世紀の京都大学吉田寮を考える」第4回[204]
  - 12月19日 「在寮期限」再び[141][142]
- 2018年
  - 6月22日 元寮生の会が吉田寮の保存活用を要望[205][206]
  - 7月25日 ワンダーウォール?京都発地域ドラマ?放送

## 著名な出身者

### 旧学生寄宿舎
- 北田正平 - 1906年法卒[207]。政治家、弁護士
- 飯田精太郎 - 1907年工卒[207]。政治家、鉄道技術者
- 三沢寛一 -1907年法卒[207]。政治家、文部省・内務省官僚
- 清水比庵 - 1908年法卒[208]。歌人、書家、画家、政治家
- 松原権四郎 - 1908年法卒[208]。内務・警察官僚、政治家
- 千葉胤成 - 1909年文卒[208]。心理学者
- 戸田正三 - 1910年医卒[209]。衛生学者、731部隊関係者。
- 藤井種太郎 - 1911年文卒[210]。教育者、文学博士

### 学生寄宿舎（吉田寮）
- 内田寛一 - 1913年文卒[211]。地理学者
- 落合太郎 - 1913年法卒[211]。フランス文学者
- 佐藤繁彦 - 1913年文卒[211]。牧師、神学校教師
- 浅松啓良 - 1914年工卒[211]。電気技術者、実業家
- 中屋重治 - 1914年法卒[211]。内務官僚、政治家
- 加々美武夫 - 1915年法卒[212]。内務官僚・政治家
- 佐成謙太郎 - 1915年文卒[212]。国文学者
- 鷲野米太郎 - 1915年法卒[212]。政治家、実業家、弁護士
- 清水良策 - 1916年法卒[213]。内務官僚、政治家、実業家
- 恒藤恭 - 1916年法卒[213]。法哲学者
  - 在舎当時は「井川恭」。
- 大村清一 - 1917年法卒[214]。内務官僚、政治家
- 北村文衛 - 1917年法卒[214]。弁護士、政治家
- 武居高四郎 - 1917年工卒[214]。都市計画家
- 瀬川昌邦 - 1918年法卒[215]。実業家
- 牧健二 - 1918年文卒・1921年法卒[215]。法学者
- 吉田一枝 - 1918年法卒[215]。法学者、弁護士
- 後藤隆之助 - 1919年法卒[215]。政治活動家
- 神保成吉 - 1919年工卒[216]。電気工学者
- 石井四郎 - 1920年医卒[217]。陸軍軍人（軍医将校）、医師、731部隊関係者
- 武井群嗣 - 1920年法卒[217]。内務・厚生官僚、県知事
- 谷川徹三 - 1922年工卒[218]。哲学者
- 松方三郎 - 1922年経卒[219]。登山家、ジャーナリスト、実業家
- 李泰圭 - 1927年理卒[220]。化学者、韓国人、最初期の朝鮮人寮生（舎生）の一人
- 鰺坂二夫 - 1932年文卒[96]。教育学者
- 上野淳一 - 1934年経卒[96]。ジャーナリスト
- 永井道雄 - 1944年文卒[96]。教育社会学者
- 大西正文 - 1947年法卒[96]。実業家
- 赤崎勇 - 1952年理卒[221]。半導体工学者、ノーベル物理学賞受賞者
- 中山研一 - 1953年法卒[96]。刑法学者
- 松浦玲 - 1953年文放学[96]。歴史学者
  - 退寮処分問題（荒神橋事件における学生処分参照）の当事者
- 小室直樹 - 1955年理卒[96]。社会学者、評論家
- 岩見隆夫 - 1958年法卒[96]。ジャーナリスト、政治評論家
- 奈倉道隆 - 1960年医卒[222]。僧侶、医師
  - 「21世紀に吉田寮を活かす元寮生の会」代表理事
- 泉徳治 - 1961年法卒[223]。弁護士、裁判官
  - 最高裁判所判事 (2002-2009)
- 広原盛明 - 1961年工卒[224]。都市研究者
  - 「21世紀に吉田寮を活かす元寮生の会」副代表理事
- 伊沢紘生 - 1962年理卒[225]。霊長類学者
- 祖田修 - 1963年農卒[96]。農学者、農業経済学者
- 室田武 - 1967年理卒[96]。経済学者
- 足立幸男 - 1970年法卒[96]。政治学者
- 高城修三 - 1972年文卒[96]。小説家
- 市田良彦 - 1980年経卒[96]。思想史家
- 色平哲郎 - 1990年医卒[96]。医師

## 所在地・位置情報

### 所在地
〒606-8315
京都府京都市左京区吉田近衛町69

### 位置情報
- 北緯35度1分20.5秒 東経135度46分46.9秒 / 北緯35.022361度 東経135.779694度
- 京都大学吉田寮 - 地理院地図
- 京都大学吉田寮 - Google マップ

## 登場作品

### アニメ
- 四畳半神話大系[注 39]

### 映画
- 鴨川ホルモー - 2009年松竹。ロケ地。「百万遍寮」として作中に登場している。[要出典]
- 連合艦隊 - 1981年東宝。ロケ地。

### テレビドラマ
- ワンダーウォール〜京都発地域ドラマ〜[226]

### テレビ番組
- 日本の素顔144集・「学生寮 大学における人間性回復の方向」（1961年5月21日）- 寮食堂での食事や炊事、茶室での宴会、総長官舎や女子寮へのストームの映像。
- 新日本風土記「京都青春物語」（2017年6月30日）- 旧印刷室での集団生活、自治活動の映像。

## 参考・関連文献

### 資料集
- 『吉田寮関係資料』解説・目録 京都大学大学文書館 2009年[注 40]
- 吉田寮関係資料Ⅱ 京都大学大学文書館 2017年[注 41]
- 吉田寮関係資料Ⅲ 京都大学大学文書館 2018年[注 42]
- 『戦後学生運動関係資料』解説・目録 京都大学大学文書館 2008年[注 43]
- 『大学紛争関係資料』I-V解説・目録 京都大学大学文書館 2009年[注 44]
- <資料解説・目録> 木下広次関係資料 京都大学大学文書館 2005年[注 45]
- 吉田寮資料集「在寮期限」の到来からその終結へ 1985-90 吉田寮自治会文化部情報局 資料集を公刊する会 1994年[注 46]
- 吉田寮資料集「在寮期限」の到来からその終結へ 1985-90 吉田寮自治会文化部情報局 資料集を公刊する会 1994年（*文字起こし作業中）
- 京都大学寄宿舎舎史編纂委員会『京都帝国大学寄宿舎誌』1986年。[注 47]
- 京都帝国大学寄宿舎誌 明治編 京都大学寄宿舎舎史編纂委員会 2005年[注 48]

### 文集・記念誌
- 「去来」第10号 1962年[注 49]
- われ汝を見捨てじ：野田もと刀自追悼集 野田もとさん追悼集編集発行委員会 1985年[注 50]。
- 「同釜」創刊号・吉田寮に起居した仲間の楽書帳 京都大学吉田寮同釜会 1990年[注 51]
- 銀杏並木よ永遠に：京大吉田近衛寮の青春像 京大吉田近衛寮文集編集発行委員会 1997年[注 52]
- 紫匂う―京都大学吉田寮卒寮五十年記念誌 京都大学吉田寮卒寮五十年記念誌編集委員会 2016年[注 53]

### 建築関連
- 京都大学学生寄宿舎吉田寮食堂建築物の調査実測によるその京都大学内で最古の建築物である実証―京大最古の建築施設― (PDF)  山根芳洋（七灯社建築研究所） 2012年4月18日
- 京都大学吉田寮の中に息づく京都大学前身創設時寄宿舎についての調査実測による実証と考察―京大最古の建築施設 そのⅡ― 山根芳洋（七灯社建築研究所） 2012年5月25日
- 150529: 京都大学吉田寮の保存活用に関する要望書（近畿支部） (PDF)  日本建築学会近畿支部 2015年5月29日
- 京都大学学生寄宿舎吉田寮の保存活用に関する要望書 建築史学会 2015年11月25日
- 京都大学吉田寮の保存活動および類似施設への影響から見る学生寮の価値 近藤優子 2012年
- 京都大学学生寄宿舎吉田寮について 西澤英和 宮本慎宏 石田潤一郎 2006年
- 京都大学建築八十年のあゆみ : 京都大学歴史的建造物調査報告 京都大学広報委員会 1977年
- 京都府の近代和風建築 : 京都府近代和風建築総合調査報告書 京都府教育庁指導部文化財保護課 2009年[注 54]

### 自治・学生運動関連
- 京都帝国大学における寄宿舎「自治」の成立とその変化 冨岡勝 1995年
- 学生団体「自彊会」による京都帝国大学の校風改革運動 冨岡勝 2004年
- 京都大学における大学紛争 西山伸 2012年[注 55]

- 京都帝国大学史 京都帝国大学 1943年[注 56]
- 京都大学の世紀1897-1997京都大学百年史 京都大学百年史編集委員会 1997年[注 57]

### 「在寮期限」問題関連
- 吉田寮生の安全確保についての基本方針 京都大学 2017年12月19日
- 20171222 学生担当理事・副学長への質問状 吉田寮自治会 2017年12月22日
- 20171226 「吉田寮生の安全確保についての基本方針」に対する抗議声明 吉田寮自治会 2017年12月26日
- 吉田寮入寮を希望する方およびその関係者の皆様へ (PDF)  吉田寮自治会 2018年2月23日
- 京都大学学生寄宿舎吉田寮の保存活用を求める要請書 (PDF)  21世紀に吉田寮を活かす元寮生の会 2018年6月22日
- 京都大学記者クラブ加盟の報道機関のみなさま (PDF)  21世紀に吉田寮を活かす元寮生の会 2018年7月12日
- 先日提出の「京都大学学生寄宿舎吉田寮の保存活用を求める要請書」についての質問状 (PDF)  21世紀に吉田寮を活かす元寮生の会 2018年7月27日

### 雑誌
- アサヒグラフ1987年2月6日号 朝日新聞社 1987年[注 58]
- 週刊文春2000年8月31日号 あまりの乱痴気・京大吉田寮祭に法学部長激怒 文芸春秋[注 59]。

### その他
- 2010年度・吉田寮入寮案内 吉田寮自治会 2010年[注 60]
- 吉田寮入寮パンフ2017 吉田寮自治会 2017年
- 公開連続シンポジウム「21世紀の京都大学吉田寮を考える」第一回記録広報誌 「21世紀の京都大学吉田寮を考える」実行委員会 2016年
- 公開連続シンポジウム「21世紀の京都大学吉田寮を考える」第二回記録広報誌 「21世紀の京都大学吉田寮を考える」実行委員会 2017年
- 公開連続シンポジウム「21世紀の京都大学吉田寮を考える」第三回記録広報誌 「21世紀の京都大学吉田寮を考える」実行委員会 2017年
- 議論の論理 : 民主主義と議論 足立幸男 木鐸社 ISBN 4833290065[注 61]
- 吉田寮百年物語編集委員会 編『京大吉田寮百年物語：現役最古の学生寮がたどった歴史と寮自治』小さ子社、2025年。ISBN 9784909782182。